# Elinor Barker
Elinor Jane Barker, née le 7 septembre 1994 à Cardiff, est une coureuse cycliste britannique du Pays de Galles, qui court sur route et sur piste. 
Championne du monde du contre-la-montre juniors en 2012, elle est membre de l'équipe de Grande-Bretagne de poursuite par équipes à partir de 2013. Elle remporte dans cette discipline trois médailles olympiques, dont le titre en 2016, ainsi que les championnats du monde en 2013, 2014 et 2023. Elle est également championne du monde de la course aux points en 2017 et 2020, championne du monde du scratch en 2019, championne du monde de course à l'américaine en 2023 et compte dix titres européens entre 2013 et 2023.

## Biographie

### Famille
Elinor Jane Barker est la fille Graham, professeur à l'école St Julian's à Newport. Elle a deux frères ainés : Joe et Harri, ainsi qu'une sœur cadette Megan qui pratique également le cyclisme.

### Débuts
Elle commence le cyclisme à l'âge de dix ans au Maindy Centre à Cardiff,. Lors des championnats de Grande-Bretagne de cyclisme sur piste, elle bat le record de la poursuite individuelle cadette, détenue précédemment par Nicole Cooke. Elle intègre alors le programme de formation olympique britannique. Elle reste tout d'abord à Cardiff afin de passer son A-level. En 2013, elle déménage à Manchester pour s'entraîner à plein temps au vélodrome national.
Elle devient championne du monde junior du contre-la-montre en 2012 à Fauquemont. La BBC du Pays de Gales la nomme sportive juniors de l'année en conséquence.

### Championne olympique en 2016

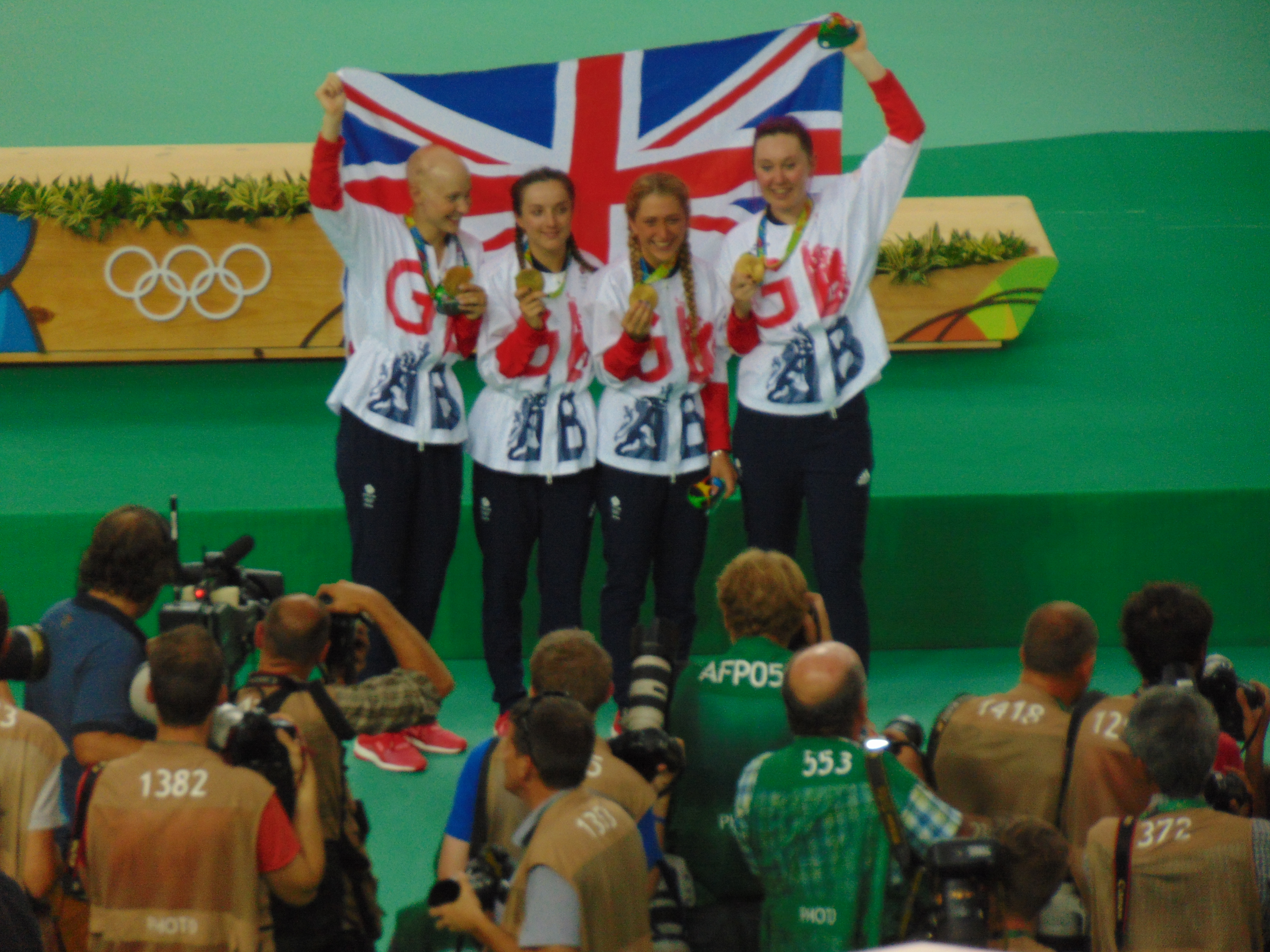
Championne olympique à Rio en 2016

En 2013, elle devient membre pour la première fois de l'équipe de poursuite par équipes britannique lors des championnats du monde sur piste 2013 avec Laura Trott et Danielle King. Elles y remportent le titre. Elle rejoint l'année suivante l'équipe Matrix Fitness avec Laura Trott. Elle conserve le titre mondial en poursuite par équipes avec Joanna Rowsell en addition. En 2015, elles sont médaillées d'argent.  En 2016, à domicile, la formation récolte une décevante médaille de bronze. Aux Jeux olympiques de Rio, l'équipe ne déçoit pas et obtient le titre suprême avec le record du monde au passage.

### Après Rio
Après les Jeux, l'équipe de poursuite par équipes de Grande-Bretagne tente de renouveler son effectif. Elinor Barker en profite pour s'essayer à d'autres disciplines. Elle prend ainsi la médaille d'argent de la course scratch aux championnats d'Europe. Elle devient ensuite championne du monde de la course aux points, vice-championne du monde du scratch et de l'américaine.
Elle court également sur route en 2017. Aux championnats de Grande-Bretagne, elle est longtemps échappée seule. Elle est reprise à deux kilomètres de l'arrivée par un groupe formé de Katie Archibald, Hannah Barnes et Elizabeth Deignan. Elle termine quatrième. Elle confirme sa bonne forme au BeNe Ladies Tour, où elle est troisième du prologue. Sur l'étape 2 secteur a, elle attaque à cinq kilomètres de l'arrivée avec Moniek Tenniglo. Leur avance atteint treize secondes. À un kilomètre de l'arrivée, elles comptent encore quelques mètres d'avance. Moniek Tenniglo est reprise mais Elinor Barker s'impose avec une très faible marge sur Marianne Vos.

### Depuis 2018

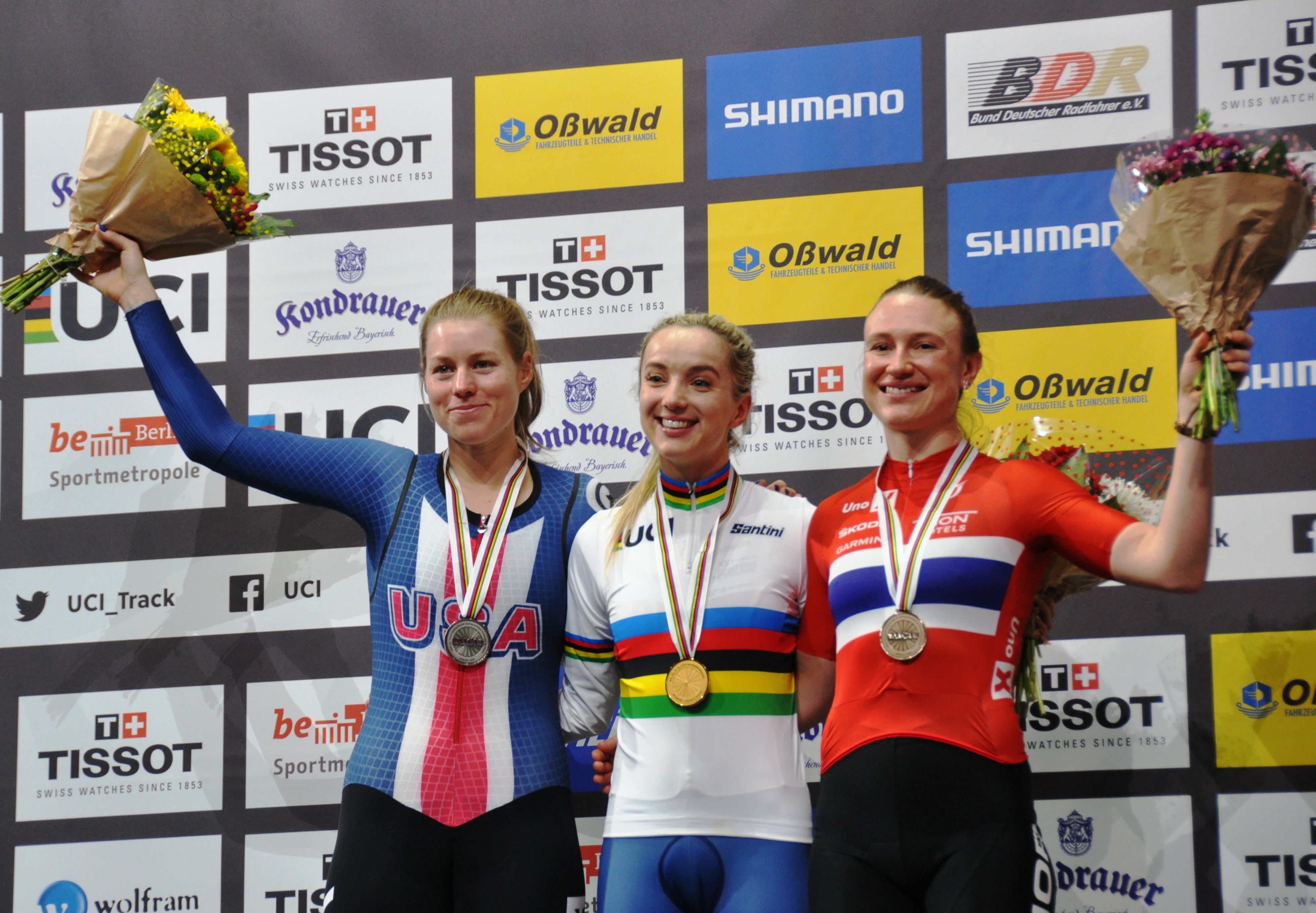
Cérémonie de remise des prix de la course aux points aux mondiaux de 2020 à Berlin (de droite à gauche) : Jennifer Valente, Elinor Barker et Anita Stenberg.

En 2018, elle remporte la médaille d'or dans la course aux points aux Jeux du Commonwealth. La même année, elle est vice-championne du monde de poursuite par équipes et  championne d'Europe de poursuite par équipes. En 2019, elle devient championne du monde du scratch et conserve son titre de championne d'Europe de poursuite par équipes. L'année suivante, en 2020, elle est championne du monde de course aux points et médaillée d'argent de la poursuite par équipes. Lors des championnats d'Europe de Plovdiv, elle remporte un troisième titre consécutif sur la  poursuite par équipes, ainsi que le titre sur l'élimination et le bronze sur l'américaine.
En mai 2021, alors qu'elle s'entraîne pour les Jeux olympiques, elle est heurtée par une voiture dont le conducteur a pris la fuite. Elle s'en sort avec des blessures mineures. En octobre, elle fait partie de l'équipe britannique qui remporte l'argent lors de la poursuite par équipes aux Jeux olympiques de Tokyo.
Elle signe un contrat avec l'équipe Uno-X à partir de 2022, mais ne participe pratiquement à aucune course cette année-là en raison de sa grossesse et de son congé de maternité. Ce n'est qu'en 2023 qu’elle se remet pleinement à la compétition. Son meilleur résultat de la saison sur route est la septième place sur Gand-Wevelgem. En avril 2023, Uno-X prolonge son contrat de quatre années par anticipation. Sur piste, elle remporte les  titres en poursuite par équipes et en course à l'américaine aux championnats du monde et d'Europe.
En août 2024, elle participe aux Jeux olympiques de Paris, où elle remporte la médaille d'argent de la course à l'américaine avec Neah Evans et la médaille de bronze dans la poursuite par équipes.

## Vie privée
Elle annonce en 2019 qu'elle souffre d'endométriose, ce qui l'a presque amenée à prendre sa retraite, tout en affectant potentiellement ses chances d'avoir un enfant. Elle est en couple avec le pistard danois Casper von Folsach. En octobre 2021, elle révèle qu'elle était enceinte en août 2021 pendant les Jeux olympiques, où elle a remporté l'argent dans la poursuite par équipes. Leur fils, Nico, est né en mars 2022.

## Palmarès sur piste

### Jeux olympiques
- Rio 2016
  -  Championne olympique de poursuite par équipes
- Tokyo 2020
  -  Médaillée d'argent de la poursuite par équipes
- Paris 2024
  -  Médaillée d'argent de la course à l'américaine
  -  Médaillée de bronze de la poursuite par équipes

### Championnats du monde
| Édition / Épreuve              | Poursuite | Poursuite par équipes                         | Omnium | Américaine      | Scratch | Course aux points |
| Invercargill 2012 (juniors)    | Argent    | Bronze                                        | Argent |                 |         |                   |
| Minsk 2013                     |           | Or (avec King et Trott)                       |        |                 |         |                   |
| Cali 2014                      | 9e        | Or (avec Archibald, Trott et Rowsell)         |        |                 |         |                   |
| Saint-Quentin-en-Yvelines 2015 |           | Argent                                        |        | 17e             |         |                   |
| Londres 2016                   |           | Bronze                                        |        |                 |         |                   |
| Hong Kong 2017                 |           | 5e                                            |        | Argent          | Argent  | Or                |
| Apeldoorn 2018                 |           | Argent                                        | 6e     |                 |         | 12e               |
| Pruszków 2019                  |           | Argent                                        |        |                 | Or      |                   |
| Berlin 2020                    |           | Argent                                        |        |                 |         | Or                |
| Glasgow 2023                   |           | Or (avec Archibald, Morris, Barker et Knight) |        | Or (avec Evans) |         |                   |

### Coupe du monde
- 2012-2013
  - 1re de la poursuite par équipes à Glasgow (avec Laura Trott et Danielle King)
  - 2e de la poursuite par équipes à Cali
  - 3e de la poursuite par équipes à Aguascalientes
- 2013-2014
  - 1re de la poursuite par équipes à Manchester (avec Laura Trott, Joanna Rowsell et Danielle King)
  - 1re de la poursuite par équipes à Aguascalientes (avec Katie Archibald, Joanna Rowsell et Danielle King)
  - 2e de la poursuite à Aguascalientes
- 2014-2015
  - 1re de la poursuite par équipes à Guadalajara (avec Ciara Horne, Laura Trott et Amy Roberts)
  - 1re de la poursuite par équipes à Londres (avec Laura Trott, Katie Archibald et Ciara Horne)
  - 3e de la course aux points à Londres
- 2015-2016
  - 2e de la poursuite par équipes à Hong Kong
  - 3e de la poursuite par équipes à Cali
- 2016-2017
  - 1re de la course aux points à Apeldoorn
  - 3e du scratch à Los Angeles
- 2017-2018
  - 1re de la poursuite par équipes à Manchester (avec Emily Nelson, Katie Archibald et Neah Evans)
  - 1re de l'américaine à Manchester (avec Katie Archibald)
  - 2e de l'américaine à Pruszków
  - 2e de l'omnium à Minsk
  - 2e du scratch à Minsk
- 2018-2019
  - 1re de la poursuite par équipes à Milton (avec Laura Kenny, Katie Archibald et Eleanor Dickinson)
  - 1re de la poursuite par équipes à Londres (avec Laura Kenny, Eleanor Dickinson, Neah Evans et Katie Archibald)
- 2019-2020
  - 1re de la poursuite par équipes à Glasgow (avec Katie Archibald, Eleanor Dickinson et Neah Evans)
  - 2e de l'américaine à Glasgow

### Coupe des nations
- 2024
  - 1re de l'américaine à Adélaïde
  - 2e de la poursuite par équipes à Adélaïde

### Jeux du Commonwealth
| Édition / Épreuve | Course aux points | Scratch |
| New Delhi 2014    | Argent            | Bronze  |
| Gold Coast 2018   | Or                |         |

### Championnats d'Europe
| Édition / Épreuve              | Poursuite individuelle | Poursuite par équipes                          | Course aux points | Scratch | Course à l'américaine       | Élimination |
| Anadia 2011 (juniors)          | Argent                 |                                                |                   |         |                             |             |
| Anadia 2012 (juniors)          | Or                     | Or (avec Amy Roberts et Lucy Garner)           |                   |         |                             |             |
| Anadia 2013 (espoirs)          | Argent                 |                                                | Argent            |         |                             |             |
| Apeldoorn 2013                 |                        | Or (avec Trott, Rowsell, King et Archibald)    |                   |         |                             |             |
| Baie-Mahault 2014              |                        | Or (avec Trott, Archibald et Horne)            |                   |         |                             |             |
| Granges 2015                   |                        | Or (avec Trott, Archibald, Horne et Rowsell)   |                   |         |                             |             |
| Saint-Quentin-en-Yvelines 2016 |                        |                                                |                   | Argent  |                             |             |
| Berlin 2017                    |                        | Argent (avec Archibald, Lloyd et Kay)          |                   |         | Or (avec Eleanor Dickinson) |             |
| Glasgow 2018                   |                        | Or (avec Archibald, Kenny, Evans et Dickinson) |                   |         |                             |             |
| Apeldoorn 2019                 |                        | Or (avec Archibald, Kenny, Evans et Dickinson) |                   |         |                             |             |
| Plovdiv 2020                   |                        | Or (avec Archibald, Kenny, Evans et Knight)    |                   |         | Bronze (avec Kenny)         | Or          |
| Granges 2023                   |                        | Or (avec Archibald, Morris, Evans et Knight)   |                   |         | Or (avec Archibald)         | 4e          |

### Championnats de Grande-Bretagne
- 2012
  -  Championne de Grande-Bretagne de poursuite par équipes
- 2013
  -  Championne de Grande-Bretagne de poursuite par équipes
  - 3e de la course aux points
- 2014
  -  Championne de Grande-Bretagne de poursuite par équipes
  - 2e de la course aux points
- 2016
  -  Championne de Grande-Bretagne de l'américaine (avec Laura Kenny)
- 2017
  - 2e de l'omnium
  - 3e du scratch
- 2018
  -  Championne de Grande-Bretagne de l'américaine (avec Katie Archibald)
- 2019
  - 2e du scratch

## Palmarès sur route

### Par année
- 2011
  -  Médaillée d'argent du championnat du monde du contre-la-montre juniors
- 2012
  -  Championne du monde du contre-la-montre juniors
- 2017
  - 2e étape secteur a du BeNe Ladies Tour
  - 3e de Ljubljana-Domzale-Ljubljana TT
- 2023
  - 3e du championnat de Grande-Bretagne du contre-la-montre
  - 7e de Gand-Wevelgem
  - 9e du championnat d'Europe du contre-la-montre
- 2024
  - 3e du championnat de Grande-Bretagne du contre-la-montre

### Résultats sur les grands tours

#### Tour d'Italie
1 participation
- 2023 : 58e

### Classements mondiaux
| Année                                 | 2017 | 2018 | 2019 | 2020 | 2021 | 2022 | 2023 | 2024 |
| ------------------------------------- | ---- | ---- | ---- | ---- | ---- | ---- | ---- | ---- |
| Classement UCI                        | 119e | 662e | 870e | nc   | nc   | nc   | 144e | 378e |
| UCI World Tour                        | nc   | nc   | 255e | nc   | nc   | nc   | 96e  | 159e |
|                                       |      |      |      |      |      |      |      |      |
| Légende : nc = non classéSource : UCI |      |      |      |      |      |      |      |      |

## Distinctions
- Membre de l'Ordre de l'Empire britannique : 2017
- UEC Hall of Fame[19]